# Alburnus akili
Alburnus akili (türkischer Trivialname: Gökçe balığı) ist eine höchstwahrscheinlich ausgestorbene Fischart aus der Familie der Karpfenfische (Cyprinidae). Sie war im Beyşehir Gölü (Beyşehir-See)  in Anatolien heimisch.

## Merkmale
Alburnus akili erreichte gewöhnlich Gesamtlängen von 13 bis 16 cm, selten 20 bis 25 cm und ein Gewicht von 40 bis 50 g. Der mehr oder weniger längliche Körper war mit glänzenden Schuppen bedeckt. Die Rückenflosse begann hinter der Linie der Bauchflossen. Der Unterkiefer war länger als der Oberkiefer, was dem Maul eine abgeschrägte Erscheinung verlieh. Der Rücken war blau oder grün, die Flanken und der Bauch silbrig mit einem metallisch glänzendem Schimmer. Die Flossen waren nahezu farblos.

## Verbreitung und Lebensraum
Alburnus akili bewohnte das offene Wasser des Beyşehir-Sees. Eine weitere Population kam kurzfristig im Suğla Gölü bei Seydişehir vor, der mit dem Beyşehir-See über den Çarşamba-Kanal verbunden ist.

## Status
Die IUCN listet Alburnus akili in der Kategorie „ausgestorben“ (extinct). Der Rückgang begann 1955, als der Zander (Sander lucioperca) in den Beyşehir-See eingeführt wurde. Zeitgleich wurden die dezimierten Bestände von Alburnus akili  mit der nahe verwandten Art Alburnus escherichii aufgestockt, was zu einer Hybridisierung der beiden Arten führte. Der Aussterbezeitpunkt von Alburnus akili oder seiner Hybride war vermutlich Ende der 1990er-Jahre nach einem letzten Nachweis im Jahr 1998. In der Vergangenheit war diese Art ein wichtiger Speisefisch für die Anwohner des Beyşehir-Sees, so dass auch Überfischung zum Rückgang von Alburnus akili beigetragen haben könnte.